# Palpomyia kyotoensis
Palpomyia kyotoensis är en tvåvingeart som beskrevs av Tokunaga 1939. Palpomyia kyotoensis ingår i släktet Palpomyia och familjen svidknott. Inga underarter finns listade i Catalogue of Life.